# الموذي (مسلسل)
الموذي، مسلسل كوميدي كويتي، إنتج وعرض عام 1999 وبث في شهر رمضان، يتحدث عن «بو مِتْيَح» الرجل البخيل المؤذي لنفسه والذي يجلب المشاكل له ولأبناءه.

## فريق العمل

### تمثيل
| الممثل           | الشخصية   |
| ---------------- | --------- |
| غانم الصالح      | بومتيح    |
| عبد الرحمن العقل | مشعل      |
| محمد جابر        | حجي مرزوق |
| أحمد السلمان     | فهد       |
| لطيفة المجرن     | خزنة      |
| علي المفيدي      | بوعماد    |
| خالد أمين        | فواز      |
| نادر الحساوي     | جراح      |
| بدرية أحمد       | شمة       |
| زهرة عرفات       | شريفة     |
| جمال الردهان     | سالم      |
| محمد المنيع      | خالد      |
| عبير أحمد        | ساندرا    |
| أحمد إيراج       | حمود      |